# Amorphochelus perrieri
Amorphochelus perrieri är en skalbaggsart som beskrevs av Leon Fairmaire 1898. Amorphochelus perrieri ingår i släktet Amorphochelus och familjen Melolonthidae. Inga underarter finns listade i Catalogue of Life.